# GT 25 – Samtliga hits!
GT 25 – Samtliga hits! är ett samlingsalbum av den svenska popgruppen Gyllene Tider. Samlingen släpptes den 24 mars 2004 på EMI Music Sweden AB.

## Låtlista
1. Flickorna på TV 2 – 3:43
2. Ska vi älska, så ska vi älska till Buddy Holly – 3:46
3. (Dansar inte lika bra som) Sjömän – 2:34
4. Marie i växeln (originalet, Switchboard Susan skriven av Gary Brooker) – 3:44
5. När vi två blir en – 3.03
6. Kärleken är inte blind (Men ganska närsynt) – 3:51
7. (Kom så ska vi) Leva livet – 3:52
8. Det hjärta som brinner – 3:06
9. Billy – 5:21
10. Ljudet av ett annat hjärta – 3:51
11. Tylö Sun (California Sun) – 2:42
12. (Hon vill ha) Puls – 3:23
13. Sommartider – 3:20
14. Flickan i en Cole Porter-sång – 3:50
15. Småstad (fanns med på singeln Pers garage) – 3:33
16. Det är över nu – 3:47
17. Kung av sand – 3:37
18. Gå & fiska! – 3:57
19. Juni, juli, augusti – 3:53
20. Faller ner på knä – 3:41
21. När alla vännerna gått hem – 3:53

## Listplaceringar
| Lista (2004) | Topplacering |
| ------------ | ------------ |
| Norge        | 6.           |
| Sverige      | 1.           |